# Johann Christoph Jauch
Johann Christoph Jauch, auch Johann Christopher Jauch (*  13. September 1669 in Güstrow; † 21. Januar 1725 in Lüneburg) war ein evangelischer Geistlicher und barocker Textdichter. Jauch gilt als Hauptlibrettist Johann Sebastian Bachs in dessen schöpferischer Höchstphase ab 1723 in Leipzig.

## Leben

### Familie
Jauch war das zweite von vierzehn Kindern des „Ersten Lacquays und Taffeldeckers“ des Erbprinzen Karl von Mecklenburg-Güstrow, Christian Jauch d. Ält. (1638–1718), und der Ingborg Nicolai, Kammerjungfer und Vertraute der Herzogin Magdalena von Mecklenburg-Güstrow.
Jauchs jüngster Bruder war der Königlich-Polnische Generalmajor und Barockbaumeister Joachim Daniel von Jauch (1688–1754), sein Schwager war der Kurfürstlich-Sächsische Oberst und Baudirektor des Kurfürstentums Sachsen Johann Christoph von Naumann (1664–1742).
Jauch heiratete Anna Margaretha Meier (1669–1750), Tochter des vormaligen Politologen an der philosophischen Fakultät der Universität Wittenberg und Vice-Superintendenten zu Lüneburg Georg Meier, der durch seinen Kampf gegen die Irrlehren des in der Folge amtsenthobenen Superintendenten Johann Wilhelm Petersen hervorgetreten war. Mit seinen Söhnen Ludolph Friedrich (1698–1764), Hauptpastor an St. Michaelis zu Lüneburg, und dem Juristen Tobias Christoph Jauch (1703–1776), Stadt-Secretarius bei dem Magistrat von Lüneburg, erlosch dieser Zweig der Jauch.

### Ausbildung

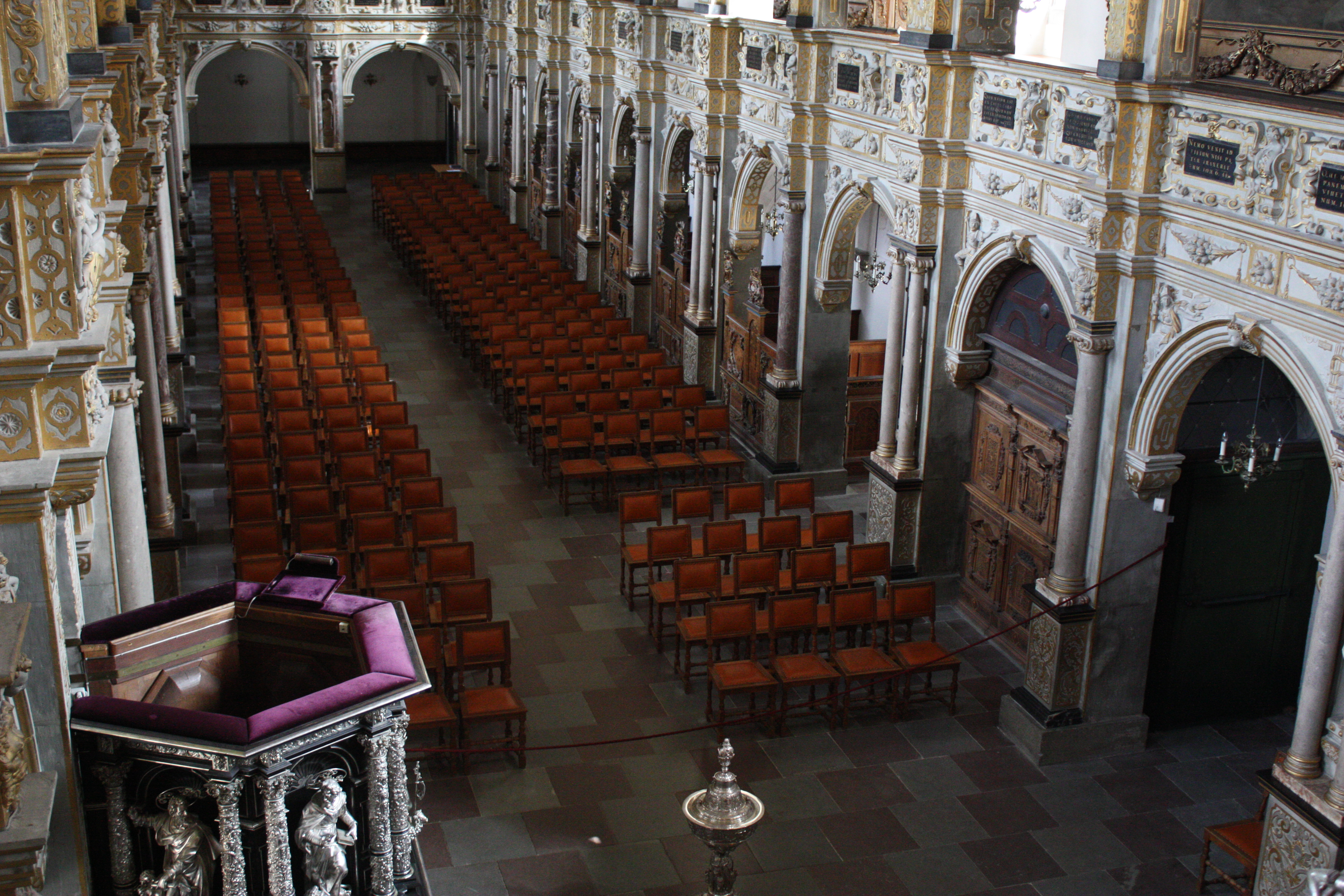
In der Schlosskirche zu Kopenhagen predigte Jauch 1694 vor Prinz Karl von Dänemark

Jauch besuchte zunächst die Güstrower Domschule, an der er 1689 in lateinischer Sprache die Festrede anlässlich des Geburtstages von Herzog Gustav Adolf hielt. Auch besuchte er die Schulen in Schwerin und Wismar. Später war Jauch als „praestantissimus juvenum“ – der vorzüglichste der jungen Männer – Stipendiat des Herzogs. Er studierte Theologie an den Universitäten Rostock,  wo er Schüler von Johannes Fecht war, Jena und Leipzig. 1694 unternahm er eine „Preußische Reise“, auf der er in Berlin – als einer der letzten Besucher – ausgiebig „bey dem Herrn Baron Puffendorf gewesen.“ Im selben Jahr unternahm er eine Studienreise nach Skandinavien und predigte auf Einladung des Prinzen Karl von Dänemark, eines Sohnes von Christian V. in der Schlosskirche zu Kopenhagen. 1695 wurde Jauch Magister.

### Wirken

#### Pastorale Tätigkeit

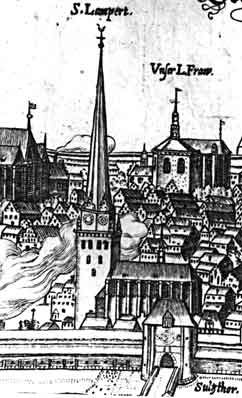
Großer Sturm von 1703 mit dem Einsturz des Turms von St. Lamberti

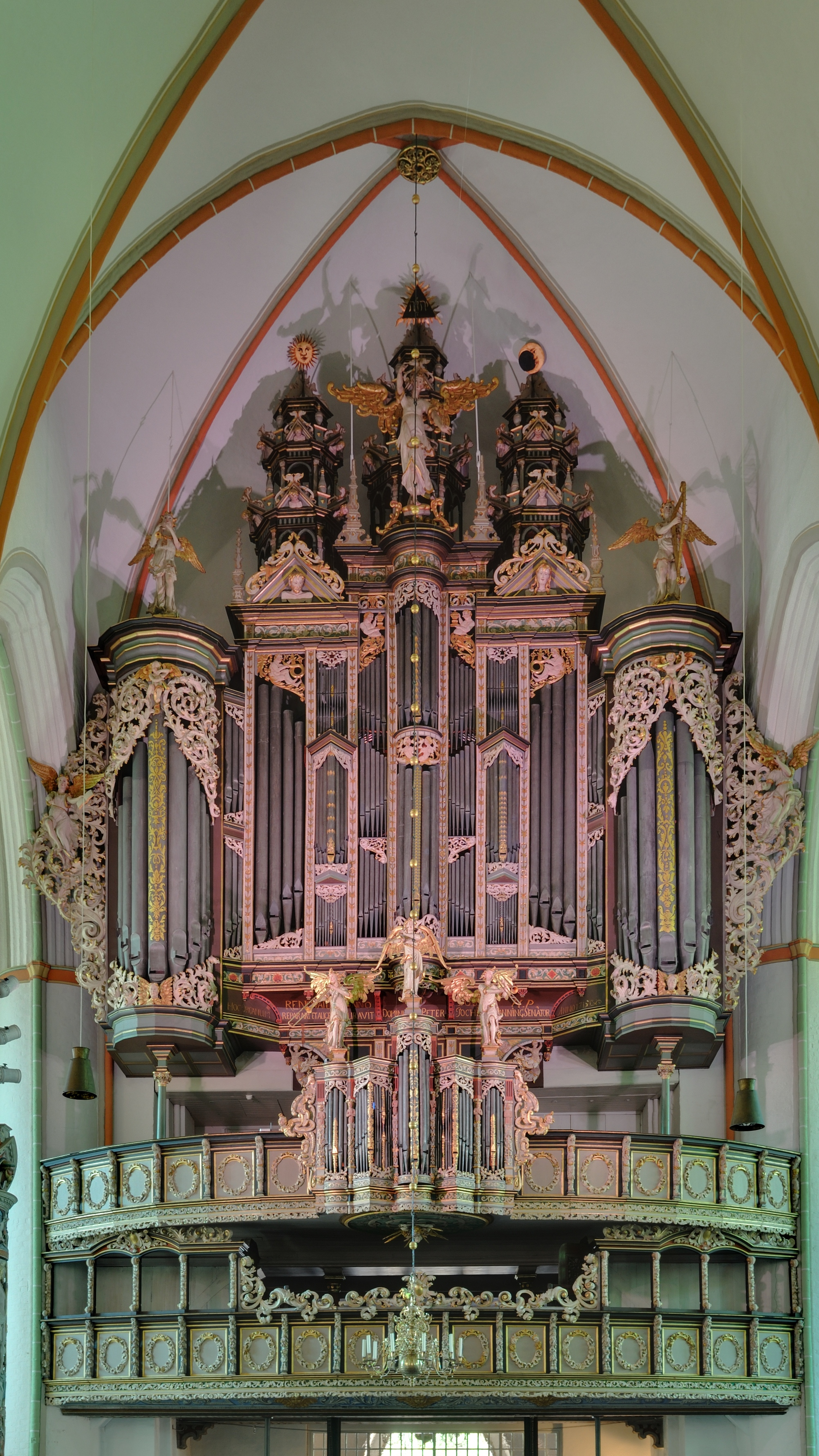
Brabanter Orgel von Hendrik Niehoff in St. Johannis

Von Oktober 1694 bis in das Jahr 1695 nahm Jauch die vakante Funktion eines Herzoglich Mecklenburg-Güstrowschen Hof- und Schlosspredigers in Güstrow wahr, letzter vor dem Erlöschen des Hauses Mecklenburg-Güstrow 1695, und avancierte damit zu einem der engeren Vertrauten, Ratgeber und Gesprächspartner des Herzogs und der Herzogin.
1696 wechselte er, nachdem er von Herzog Gustav Adolf 1695 „nach gehaltener Abschieds-Predigt in der Schlosskirche gnädigst dimittiret“, als Archidiakon an St. Lamberti zu Lüneburg. 1698 unterbrach er seine Tätigkeit in Lüneburg und war Prediger der Kurfürstin von Sachsen und Königin von Polen Christiane Eberhardine (1671–1727) an der Hofkirche in Pretzsch (Elbe). Der sächsische Hof war, damit Christiane Eberhardines Mann August der Starke König von Polen werden konnte, 1697 katholisch geworden. Jauch bestärkte die Königin, die sich auf Schloss Pretzsch zurückgezogen hatte, dem König nicht zu folgen und den evangelischen Glauben zu behalten. Christiane Eberhardine avancierte in der Folge in den Augen ihrer sächsischen Untertanen zur alleinigen Bewahrerin des lutherischen Glaubens. Diese Stilisierung fand ihren sprechenden Ausdruck in der Bezeichnung Christiane Eberhardines als „Sachsens Betsäule“.
Im Großen Sturm von 1703 musste Jauch den Einsturz des Turms seiner Kirche St. Lamberti erleben: „Anno 1703 den 8. December Vormittages zwischen 10 und 11 Uhr warff der ungemeine und einem Orcan nicht ungleiche Sturmwindt aus Südwesten die Spitze des Lambertithurmes bis auff das Gemauer herunter auff den Kirchhoff, mit nicht geringen Schaden der daran stehenden Kirch …“
Ehrende Rufe an St. Jacobi in Hamburg und die Marktkirche in Hannover schlug Jauch aus. 1709 wurde er Hauptpastor an St. Nicolai zu Lüneburg. Von 1714 bis zu seinem Tod 1725 wirkte er als Königlich Großbritannischer und Kurfürstlich Braunschweig-Lüneburgischer Superintendent zu Lüneburg und Hauptpastor an St. Johannis.

#### Inspektor des Johanneums Lüneburg
Zugleich war Jauch Inspektor des Johanneums und damit nach der Lüneburger Schulordnung jener Zeit der eigentliche Leiter der Schule. Er war der unmittelbare Vorgesetzte des Lehrerkollegiums, entschied wichtige Disziplinarfälle und befand über den Lehrplan. Zugleich war der Inspektor Mitglied der Versetzungskonferenzen.
Jauch übernahm die Leitung der Schule in einer Phase der Erholung. Nach Jahrzehnten des Krieges herrschte von 1713 bis 1740 Frieden. Aus dem Herzogtum war ein Kurfürstentum geworden und der Kurfürst von Hannover hatte den englischen Thron bestiegen. 1716 feierte die Schule unter Jauchs Leitung aufwendig den Geburtstag des Landesherrn.
Nachdem bereits 1647 an St. Johannis die lateinische Liturgie durch die deutsche ersetzt wurde, schritt unter Jauch Deutsch auch als Schulsprache voran. An dem festlich begangenen Gedenktag zur Reformation 1717 wurde in acht Akten der Verlauf der Reformation aufgeführt, wobei die Aufführung zunächst in lateinischer und dann in deutscher Sprache erfolgte. 1721 hielt Rektor Paulus Kraut bereits vollständig deutsche Vorlesungen.

#### Künstlerisches Schaffen
Lüneburg war bereits durch das Wirken des 1697 verstorbenen Organisten Christian Flor, zu dem Jauch ein freundschaftliches Verhältnis unterhielt, zu einem bedeutenden Musikzentrum Norddeutschlands geworden. Während seiner Zeit an St. Johannis arbeitete Jauch zusammen mit dem namhaften spätbarocken Komponisten Georg Böhm, der dort als Nachfolger Flors von 1698 bis 1733 Organist war. In die Amtszeit Jauchs fiel die Fertigstellung des Umbaus der Brabanter Renaissanceorgel an St. Johannis in die heute bekannte Barockorgel.
Jauch ist verschiedentlich als Textdichter barocker Gedichte und Kantaten hervorgetreten. Ihm wird der Text zu Böhms verschollener Lukaspassion zugeschrieben. Bleibenden Wert haben die von ihm 1700 in dritter Auflage herausgegebenen geistlichen Lieder des Hamburger Pastors Heinrich Elmenhorst in der Vertonung von Johann Wolfgang Franck, die einen Gipfel der deutschen Liedkunst bilden. Jauch vermehrte das Werk um Lieder in der Vertonung von Georg Böhm und Petrus Laurentius Wockenfuß. Die maßgebliche Liedsammlung hat zahlreiche Neuauflagen, zuletzt im Jahr 2000, erfahren.

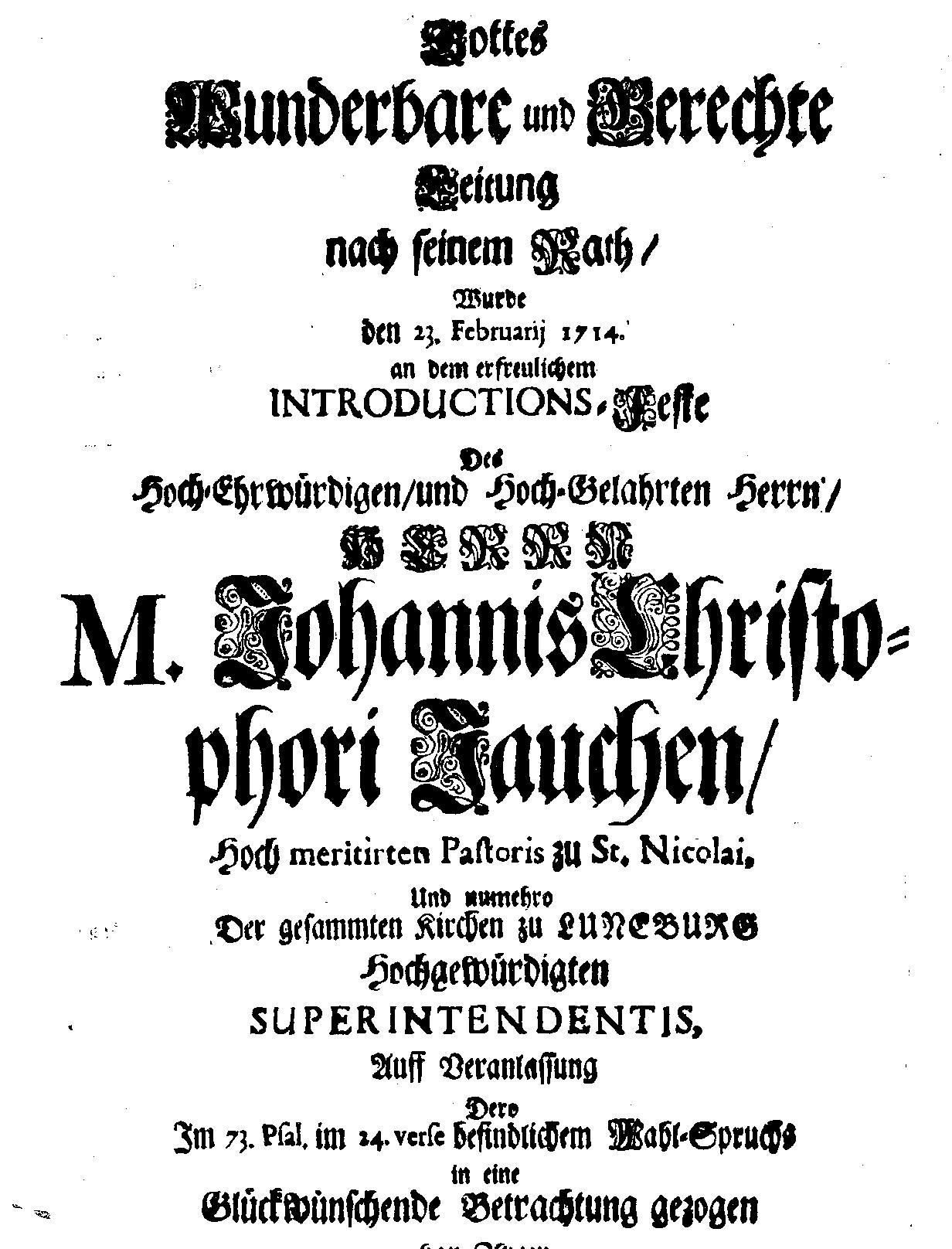
Amtseinführung Jauchs als Superintendent 1714 mit der Devise der Jauch aus Psalm 73, Vers 24

## Sonstiges
Jauchs Devise von 1683, Psalm 73, Vers 24 entnommen, lautete: „HERR, DU LEITEST MICH NACH DEINEN RATH“. Sie wurde von seinem Neffen Johann Christian Jauch (1702–1778), Erster Domherr des landtagsfähigen Domstifts Bardowick, in das für 1749 nachgewiesene Wappen, das die Devise bildlich wiedergibt, übernommen.

## Werke
- Johann Wolfgang Franck, Heinrich Elmenhorst: Geistliche Lieder, herausgegeben von Johann Christopher Jauch, Lüneburg 1700, Reprint Hildesheim 2000, ISBN 3-487-11039-3 (= Denkmäler Deutscher Tonkunst 1. Folge, Band 45, Wiesbaden 1961)
- Johann Christoph Jauch: (De laico confessore) Dissertatio de laico confessore: qui in conclio Niceaeno oecumenico l. philosophum disputatorem sine disputatione convicisse fertur; disputationis legitimae vindice ac patrono. Rostock 1695; (lat.)